# شعيب بولودينات
شعيب بولودينات (مواليد 8 يناير 1987) هو ملاكم جزائري، مثّل بلاده في الألعاب الأولمبية الصيفية 2012.

## روابط خارجية
شعيب بولودينات على موقع بوكس ريك (الإنجليزية) (registration required)
- شعيب بولودينات على موقع اللجنة الأولمبية الدولية (الإنجليزية)
- شعيب بولودينات على موقع أوليمبيديا (الإنجليزية)